# توماس باتیستلا
توماس باتیستلا (انگلیسی: Thomas Battistella؛ زادهٔ ۲۹ ژوئیهٔ ۲۰۰۱) بازیکن فوتبال است.